# OKAJI with JUNKO
OKAJI with JUNKO（2012年10月25日 - ）は、日本のシンガーソングライター・アコースティックユニットである。神奈川県横浜市出身。

## 概要
フォークソングに憧れ音楽を始めたOKAJIとポップスを中心に歌を歌ってきたJUNKOによるユニットである。地元横浜市を中心に活動する。
2015年度、島村楽器アコパラ神奈川大会にて「ベストパフォーマンス賞」を受賞した。

## ディスコグラフィ
- しあわせの夕べ（2015年12月23日、8曲入り、kaze-030）